# Zoomlion
Zoomlion (ufficialmente Zoomlion Heavy Industry Science and Technology Co., Ltd.) (SZSE: 000157, SEHK: 1157) (Cinese: 中联重科) è un produttore cinese di macchine per l'edilizia e dispositivi sanitari, quotata alla Borsa di Shenzhen & Borsa di Hong Kong.
Ha sede Zoomlion Science Park di Changsha nello Hunan. È nata nel 1992.
La società edile italiana Compagnia Italiana Forme Acciaio SpA (CIFA) e quella britannica Powermole, sono sue filiali.